# 176 (số)
176 (một trăm bảy mươi sáu) là một số tự nhiên ngay sau 175 và ngay trước 177.